# Krasnyj Oktiabr (rejon nurłacki)
Krasnyj Oktiabr (ros. Красный Октябрь) – osiedle w Rosji, w Tatarstanie, w rejonie nurłackim. W 2010 liczyło 67 mieszkańców.